# Plazas de soberanía

Spanische Gebiete zwischen Afrika und Europa

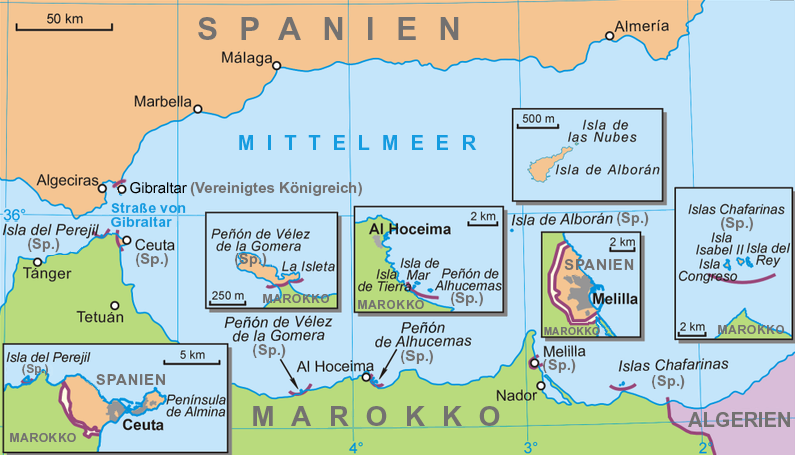
Spanisches Hoheitsgebiet vor der Küste Marokkos

Die Plazas de soberanía ([ˈplaθas de soβeɾaˈnia], arabisch بلاثاس دي سوبيرانيا, deutsch Hoheitsplätze, amtlich Spanische Hoheitsplätze in Nordafrika) sind kleine zu Spanien gehörende Gebiete an Marokkos Mittelmeerküste, die keiner autonomen Region zugeordnet und damit dem spanischen Staat unmittelbar unterstellt sind.

## Verwaltung
Das Königreich Spanien verwaltete ursprünglich folgende Plazas de soberanía, die sich an der Küste bzw. in der Küstennähe zu Marokko im Mittelmeer befinden. Diese Gebiete waren:
- Ceuta (bis 1995)
- Melilla (bis 1995)
- Islas Chafarinas
- Alhucemas-Inseln
- Peñón de Vélez de la Gomera
- Isla del Perejil

Ceuta und Melilla, die als einzige der Gebiete eine dauerhafte Wohnbevölkerung aufweisen, galten als plazas mayores ‚Große Hoheitsplätze‘, die anderen Gebiete als plazas menores ‚Kleine Hoheitsplätze‘. Ceuta und Melilla gelten seit dem Jahr 1995 als ciudades autónomas ‚selbständige Städte‘ und nicht mehr als Plazas de soberanía. Demgegenüber werden die drei übrigen Kleinen Hoheitsplätze ausschließlich militärisch bewohnt und verwaltet.
Die Plazas de soberanía gehören zur Europäischen Union und zur Eurozone. Die unbewohnten Inseln gehören im Gegensatz zu Ceuta und Melilla auch zum Schengenraum.
Geographisch zu Afrika, aber nicht zu den Plazas de soberanía gehören die Isla de Alborán (Andalusien) und die Kanaren.

## Geschichte
Peñón de Vélez de la Gomera wurde 1508 durch eine spanische Militärexpedition gegen die Rifpiraten erobert. Nach dem Verlust der damaligen Felseninsel im Jahr 1522 wurde sie 1564 durch García Álvarez de Toledo y Osorio für Spanien zurückerobert. Bis zum spanischen Rifkrieg war sie immer wieder umkämpft und zeitweilig von marokkanischen Streitkräften besetzt. Durch die Versandung des Meeresarms zwischen dem afrikanischen Festland und der Insel ist diese inzwischen zur Halbinsel geworden. Die Felsenfestungen von Alhucemas und Vélez de la Gomera dienten zeitweilig als Staatsgefängnis.
Die drei kleinen Alhucemas-Inseln (spanisch Islas Alhucemas), Peñón de Alhucemas, Isla de Mar und Isla de Tierra wurden 1560 während der Kriege gegen die türkischen Seestreitkräfte vom marokkanischen Sultan an den spanischen König abgetreten.
Drei weitere kleine Inseln, die Islas Chafarinas östlich von Melilla bestehend aus Isla del Congreso, Isla de Isabel II, Isla del Rey wurden 1848 im Wettlauf gegen die französische Marine von Spanien besetzt.
Von der Entlassung Spanisch-Marokkos in die Unabhängigkeit 1956 waren die genannten Inseln und Landgebiete nicht betroffen. Spanien begründete die verweigerte Abtretung der Gebiete damit, dass sie schon seit dem 16. Jahrhundert zu Spanien gehörten und nicht Teil des Protektorats gewesen seien. Marokko fordert weiterhin ihre Übergabe mit Ausnahme der Isla de Alborán.